# Вејд-Џајлс
Вејд-Џајлс (упрош: 威妥玛拼音 / 韦氏拼音; трад: 威妥瑪拼音 / 韋氏拼音; пин: wēituǒmǎ pīnyīn), је систем романизације (фонетска запис и транскрипција) за мандарински кинески језик коришћен у Пекингу. Вејд-Џајлс се развио из система који је створио Томас Франсис Вејд средином 19. века, а уредио га је Херберт Џајлс у кинески-енглески речнику из 1892.
Вејд-Џајлс је био главни систем транскрипције у свету који говори енглески за већину 20. века, користио се у неколико стандардних књига и референца и свим књигама о Кини објављена пре 1979. Систем је замијенило романизације из Нанђинга који су били у општој употреби до касно у 19. веку. Данас га је скоро у потпуности заменио пинјин, али делови, нарочито имена појединаца и појединих градова су остали у употреби у Републици Кини (Тајван).

## Историја
Вејд-Џајлс је развијен од стране Томас Франсис Вејд који је био британски амбасадор у Кини и кинески научник који је био први професор кинеског на Кембриџу. Вејд је објавио први кинески уџбеник на енглеском 1867. године. Херберт Ален Џајлс је даље развио систем 1912. који је британски дипломата у Кини.
Систем Вејд-Џајлс је био намењен да препише кинеске речи за кинеске стручњаке. То је довело до општег осећаја да је систем не-интуитиван за нестручњаке, и није много корисно за подучавање кинеског изговора.
Република Кина (Тајван) је користила Вејд-Џајлс деценијама као чињенички стандард, постојеће уз неколико службених, али неприметних романизација као што су у сукцесији: Гвоји Ромадзи (1928), МФС 2 (1986), и тонгјонг пинјин (2000). Тајванска имена места су готово још увек написани у Вејд-Џајлсу, и многи амерички Кинези и Канађани пишу своја кинеска имена у Вејд-Џајлсу.
Ханју пинјин је службени и највише кориштен систем у Народној Републици Кини. У Сингапуру, пинјин се учи у националним школама и нашироко се користи у службеним документима, иако је влада обрнула захтев да људи региструју кинеска имена у пинјину. Вејд-Џајлс и пинјин записи за Тајванска имена места и речи дуго прихваћене на енглеском језику се још увек користе у текстовима на енглеском језику у обим земљама.

## Техничка гледишта

### Један симбол-више звука
Чест приговор о Вејд-Џајлсовом систему је заступљеност даха у плозивима са апострофима: p, p', t, t', k, k', ch, ch'. Међутим, коришћење апострофа чува b, d, g, и j за романизацију кинеских језика који има звучних сугласника, као што је шангајски језик (који има цео скуп звучних сугласника) и тајвански језик (Hō-ló-oē) чији систем Pe̍h-ōe-jī (ПОЈ, често зван мисинарска романизација) је слична Вејд-Џајлсу. ПОЈ, Лег романизација, упрошћен Вејд, и ЕФЕО кинеска транскрипција употребљавају слово h умјесто апострофе да прикажу дах (ово је слично натписом  употребљиван у ИПА). Конвенција о апострофи или "h" за означавање даха у сугласнику је такође пронађена у романизацији других азијских језика, као што је Макун-Рејшауер за корејски језик и ИСО 11940 за тајски језик.
Људи који нису упознати са Вејд-Џајлсовом често игноришу апострофе, чак их остављају током копирања текстова, несвесни да они представљају важну информацију. Ханју пинјин решава овај проблем употребљавајући слова латинице које се користе за израз звучних плозива, непотребни у мандаринском, који представљају сугласнике без даха: b, p, d, t, g, k, j, q, zh, ch.
Делимично због популарне пропусти апострофе, четири звука заступљени у ханја пинјину j, q, zh, и ch сви постају ch у многим књигама и личним именима. Међутим, ако су сви дијакритички знакови сачувани, систем открива складност која нема преклапања:
- Не-ретрофлексни ch (пинјинско j) и ch' (пинјинско q) су увијек прије i или ü.
- Ретрофлексни  (пинјинско zh) и ch' (пинјинско ch) су увијек прије a, e, ih, o, или u.

Још више, Вејд користи lo за три различита звука (le, luo, и lo у пинјину); jo за два (re и ruo); и no за два (ne и nuo).

### Један звук-више симбола
Неки звуци су представљени помоћу истим словима, понекад, понекад један звук је заступљена помоћу неколико комплета слова. Постоји две верзије Вејд-Џајлс романизације за сваки слог пинјина zi, ci, и si.
- Старија верзија пише tsû, ts'û, и ssû
- Нова верзија пише:
  - tzu за tsû, али још увек остаје ts- прије осталих самогласника, као што је tsung за пинјинско zong.
  - tz'u за ts'û, али остаје ts'- прије осталих самогласника.
  - szu или ssu за ssû, али је s- прије осталих самогласника. Уочите, није ss-.

### Прецизност са празним римом
Са друге стране, Вејд-Џајлс показује прецизност која није пронађена у другим познатим романизацијама у односу на приказивање две врсте празне риме слога (упрош: 空韵; трад: 空韻; пин: kōngyùn):
- -u (раније û) после сибиланта tz, tz', и s (пинјинско: z, c, и s).
- -ih после ретрофлекса ch, ch', sh, и j (пинјинско: zh, ch, sh, и r).

Ови празни римови су написани као -i у ханју пинјину (и тако неразврсљив од правог i као у li), и сви писани као -ih у тонгјонг пинјину. Бопомофо, јер није романизација, не захтева репрезентацију празног рима.

### Узајамњеuoиeсаo
Шта је изговорено као полузатворени средњи нелабијализовани самогласник је писано обично као -e, као у пинјину, али и понекад као -o. Овај самогласник у одвојеном слогу је написан као o или ê. Када се у слогу, пише се e, осим када претходи k, k'o, и h, када је o.
Шта је заправо изговорено као -уо је готово увек писано као о у Вејд-Џајлсу, осим shuo и три слога kuo-а, k'uo и huo, који већ имају дупликате ko, k'o, и ho представљају пинјин ge, ke, и he.

### Интерпункције
Осим тога апострофи се користе за разликовање више звука за једно латиничко слово, Вејд-Џајлс користи спојнице да одвоји слогове унутар речи, док пинјин само користи апострофе за одвајање несхватљиве слогове. Оригинално у свом речнику, Џајлс је користио леве апострофе (‘) доследно. Таква оријентација је била у кинеским радовима до 1950-их и 60-их, када се почело да се постепено замењује десни апострофи (’) у академској литератури. Он-лине публикација готово стално користити обичне апострофе ('). Апострофи су у потпуности занемарене у Тајванским пасошима, стога њихове изостављености у именима прекоморских Кинеза.
Ако је слог није први у речи, своје прво слово није велико слово, чак и ако је властита именица. Кориштење апострофа, спојница, и великих слова често се не посматра у именима места и личним именима. На пример, већина прекоморских кинеза од Тајванског порекла пишу прво име као „Таи Лун“ или „Таи-Лун“, док Вејд-Џајлс заправо пише „Таи-Лун“. Проблеми капитализација произлази делом због пасоша НР Кине зато што пишу великим словом сва имена власника (уз фотографију). Такође је због неспоразума који је други слог је средњег имена. (Види кинеско име)
Вејд-Џајлс користи натпис бројева да покаже тон и службени пинјин користи дијакритике. Тонске ознаке су занемарене осим у уџбеницима.

### Поређење са пинјином
- Вејд-Џајлс употребљује француски j да представља сјеверни изговор као што је данас представљен као r у пинјину.
- Ü увијек има трему изнад, а пинјин користи га само у случајевима nü и lü, а оставља га у -ue, ju-, qu-, xu-, -uan и yu- као поједностављеност због тога што u не може се појавити у тим позицијама. Зато што yü (као 玉 „жад“) мора имати трему у Вејд-Џајлс, yu без треме је ослобођен да се употреби за оно што одговара you (有) у пинјину.
- Пинјин скупина самогласника ong је ung у Вејд-Џајлсу. (Упореди Канг Фу према Гонг Фу као примјер.)
- После сугласника, скуп самогласника у оба система Вејд-Џајлс и пинјин uei је написано ui. Такође, обе романизације употребљавају iu и un умјесто потпуне слогове: iou и uen.
- Само i никада није претхођен словом y (наше ј), као у пинјину. Једин изузетак је у именима мјеста, који су без спојнице, тако без y, двосмислености у слогу могло би настати.
- Самостални слог eh је писан: ê, као у пинјину. (Шва је такође повремено писано као ê) Али за разлику од пинјина, који користи -e ако има сугласник који претходи звук, Вејд-Џајлс користи -eh. (Види циркумфлекс)
- Осим што се користи као шва, ê такође представља пинјиново er као у êrh.

### Поређење
| IPA             |    |    |    |     |    |    |    |    |    |    |     |     |      |     |
| --------------- | -- | -- | -- | --- | -- | -- | -- | -- | -- | -- | --- | --- | ---- | --- |
| Пинјин          | a  | o  | ê  | e   | ai | ei | ao | ou | an | en | ang | eng | ong  | er  |
| Тонгјонг пинјин | a  | o  | e  | e   | ai | ei | ao | ou | an | en | ang | eng | ong  | er  |
| Вејд-Џајлс      | a  | o  | eh | ê/o | ai | ei | ao | ou | an | ên | ang | êng | ung  | êrh |
| Бопомофо        | ㄚ | ㄛ | ㄝ | ㄜ  | ㄞ | ㄟ | ㄠ | ㄡ | ㄢ | ㄣ | ㄤ  | ㄥ  | ㄨㄥ | ㄦ  |
| пример          | 阿 | 喔 | 誒 | 俄  | 艾 | 黑 | 凹 | 偶 | 安 | 恩 | 昂  | 冷  | 中   | 二  |

| IPA             |      |      |      |      |      |      |      |    |         |      |      |      |    |      |      |      |
| --------------- | ---- | ---- | ---- | ---- | ---- | ---- | ---- | -- | ------- | ---- | ---- | ---- | -- | ---- | ---- | ---- |
| Пинјин          | yi   | ye   | you  | yan  | yin  | ying | yong | wu | wo/o    | wei  | wen  | weng | yu | yue  | yuan | yun  |
| Тонгјонг пинјин | yi   | ye   | you  | yan  | yin  | ying | yong | wu | wo/o    | wei  | wun  | wong | yu | yue  | yuan | yun  |
| Вејд-Џајлс      | i/yi | yeh  | yu   | yen  | yin  | ying | yung | wu | wo/o    | wei  | wên  | wêng | yü | yüeh | yüan | yün  |
| Бопомофо        | ㄧ   | ㄧㄝ | ㄧㄡ | ㄧㄢ | ㄧㄣ | ㄧㄥ | ㄩㄥ | ㄨ | ㄨㄛ/ㄛ | ㄨㄟ | ㄨㄣ | ㄨㄥ | ㄩ | ㄩㄝ | ㄩㄢ | ㄩㄣ |
| пример          | 一   | 也   | 又   | 言   | 音   | 英   | 用   | 五 | 我      | 位   | 文   | 翁   | 玉 | 月   | 元   | 雲   |

| IPA             |    |    |    |      |        |        |        |      |      |      |      |      |      |
| --------------- | -- | -- | -- | ---- | ------ | ------ | ------ | ---- | ---- | ---- | ---- | ---- | ---- |
| Пинјин          | b  | p  | m  | feng | diu    | dui    | dun    | te   | nü   | lü   | ge   | ke   | he   |
| Тонгјонг пинјин | b  | p  | m  | fong | diou   | duei   | dun    | te   | nyu  | lyu  | ge   | ke   | he   |
| Вејд-Џајлс      | p  | pʻ | m  | fêng | tiu    | tui    | tun    | tʻê  | nü   | lü   | ko   | kʻo  | ho   |
| Бопомофо        | ㄅ | ㄆ | ㄇ | ㄈㄥ | ㄉㄧㄡ | ㄉㄨㄟ | ㄉㄨㄣ | ㄊㄜ | ㄋㄩ | ㄌㄩ | ㄍㄜ | ㄎㄜ | ㄏㄜ |
| пример          | 玻 | 婆 | 末 | 封   | 丟     | 兌     | 頓     | 特   | 女   | 旅   | 歌   | 可   | 何   |

| IPA             |        |        |        |        |      |      |      |       |      |      |      |     |      |        |     |      |      |      |     |
| --------------- | ------ | ------ | ------ | ------ | ---- | ---- | ---- | ----- | ---- | ---- | ---- | --- | ---- | ------ | --- | ---- | ---- | ---- | --- |
| Пинјин          | jian   | jiong  | qin    | xuan   | zhe  | zhi  | che  | chi   | she  | shi  | re   | ri  | ze   | zuo    | zi  | ce   | ci   | se   | si  |
| Тонгјонг пинјин | jian   | jyong  | cin    | syuan  | jhe  | jhih | che  | chih  | she  | shih | re   | rih | ze   | zuo    | zih | ce   | cih  | se   | sih |
| Вејд-Џајлс      | chien  | chiung | chʻin  | shüan  | chê  | chih | chʻê | chʻih | shê  | shih | jê   | jih | tsê  | tso    | tzŭ | tsʻê | tzʻŭ | sê   | ssŭ |
| Бопомофо        | ㄐㄧㄢ | ㄐㄩㄥ | ㄑㄧㄣ | ㄒㄩㄢ | ㄓㄜ | ㄓ   | ㄔㄜ | ㄔ    | ㄕㄜ | ㄕ   | ㄖㄜ | ㄖ  | ㄗㄜ | ㄗㄨㄛ | ㄗ  | ㄘㄜ | ㄘ   | ㄙㄜ | ㄙ  |
| пример          | 件     | 窘     | 秦     | 宣     | 哲   | 之   | 扯   | 赤    | 社   | 是   | 惹   | 日  | 仄   | 左     | 字  | 策   | 次   | 色   | 斯  |

| IPA                         |      |       |       |       |       |
| --------------------------- | ---- | ----- | ----- | ----- | ----- |
| Пинјин                      | mā   | má    | mǎ    | mà    | ma    |
| Тонгјонг пинјин             | ma   | má    | mǎ    | mà    | mȧ    |
| Вејд-Џајлс                  | ma1  | ma2   | ma3   | ma4   | ma    |
| Бопомофо                    | ㄇㄚ | ㄇㄚˊ | ㄇㄚˇ | ㄇㄚˋ | ˙ㄇㄚ |
| пример (Chinese characters) | 媽   | 麻    | 馬    | 罵    | 嗎    |

Напомена: Ханју пинјин неутрални тон се пише остављајући слог без дијакритичких знака. Тонгјонг пинјин умјесто има мали округ који је написан преко самогласника.

## Утицаји
Кинески поштански систем романизације је на основу Вејд-Џајлс, али укључују број изузетака које иду преко систематских правила.